# Charles Antoine de La Serna Santander
Charles Antoine de La Serna Santander, geboren Carlos Antonio de La Serna y Santander (Colindres, 1 februari 1752 - Brussel, 23 november 1813) was een bibliothecaris en bibliograaf werkzaam in Brussel en een ambtenaar van het Dijledepartement. Hij is een grondlegger van de collectie boeken dat hij kon putten uit de bibliotheek van de voormalige Universiteit Leuven, die hij pas gesloten had, en die de kern vormt van de Koninklijke Bibliotheek van België.

## Leven
La Serna was een zoon van Sebastian de La Serna en van Isabella de Santander. Hij deed zijn middelbaar aan het jezuïetencollege van Villagarcía de Campos bij Valladolid, maar zag na 15 maanden noviciaat in 1767 de Spaanse jezuïetenorde afgeschaft. Nadien studeerde hij wijsbegeerte aan de Universiteit van Valladolid.
In 1772 verhuisde hij naar Brussel om bij Simon Antoine de Santander San Juan te gaan wonen, zijn oom van moederszijde en een bibliofiliel die zijn neef de liefde voor boeken meegaf (hoewel hij in 1767 een deel van zijn formidabele bibliotheek had moeten verkopen wegens een erfdispuut). Een andere oom van Antonio, Juan Manuel Santander y Zorrilla, was hoofdbibliothecaris van de Biblioteca Nacional in Madrid. Toen Don Simón op 21 februari 1791 kinderloos overleed, liet hij alles na aan zijn geliefde neef, die zo in het bezit kwam van de voorouderlijke residentie in Brussel, twee vijfden van het Spaans Kasteel in Tisselt, gronden in Breendonk en een groot aantal boeken.
Charles Antoine de La Serna Santander en zijn collega Wautier, bureauchef van het Dijledepartement, legden ten uitvoer de decreet van het Dijledepartement van 25 oktober 1797 tot afschaffing van de Universiteit Leuven.
Antonio La Serna getroostte zich grote inspanningen voor de samenstelling van een openbare bibliotheek in Brussel. De Administration centrale et supérieure de Belgique stelde hem op 2 december 1794 aan tot adjunct-bibliothecaris onder Georges-Joseph Gérard. Ze moesten de koninklijke Librije van Bourgondië in het Domus Isabellae voor het publiek toegankelijk maken, of tenminste wat ervan overbleef na plundering door de Franse commissarissen. Daar stond tegenover dat de bibliotheek fors aangroeide door toewijzing van boeken uit religieuze instellingen die waren of werden opgeheven. De instelling verhuisde naar het Oude Hof en opende voor het publiek op 8 augustus 1796.
Bij de oprichting van de École centrale van Brussel werd deze eigenaar van de bibliotheek. Omdat Gérard weigerde de eed van haat aan het koningschap af te leggen, werd La Serna op 8 april 1797 aangesteld tot bestuurder en bibliothecaris van deze school, de feitelijke opvolger van de gesloten Universiteit van Leuven. Op 12 november kreeg hij de opdracht naar Leuven te gaan om te putten uit de voormalige universiteitsbibliotheek. Hij koos 718 boeken uit. Volgens De Ram vervulde hij zijn opdracht met grote integriteit en was het dankzij hem dat België een groot aantal kostbare handschriften en boeken kon behouden. De volgende grote aanvulling kwam er in de herfst van 1798, toen La Serna zes weken in het Parijse Couvent des Cordeliers mocht doorbrengen om geconfisqueerde boeken terug te halen. Na de opheffing van de centrale scholen en hun vervanging door lycea ging de bibliotheek over naar de Stad Brussel, die La Serna op 12 juni 1803 bevestigde in zijn functie.
Als bestuurder-bibliothecaris van de École centrale had La Serna zich niet alleen met boeken beziggehouden. Hij verzorgde ook de kruidtuin en zijn broeikassen, en bracht kunst-, natuurwetenschappelijke en natuurhistorische verzamelingen bijeen. Zo werd hij de geestelijke vader van de KMSKB.
Tijdens de Franse Tijd zetelde La Serna in de Algemene Raad van het Dijledepartement. In 1803 trouwde hij op 50-jarige leeftijd met Catherine Baert. Hun zoon Pierre de la Serna zou later naar Brugge verhuizen.
De vermogende La Serna toonde zich bereid om zijn positie af te staan ten gunste van een bevriende bibliograaf in financiële moeilijkheden, Barthélemy Mercier de Saint-Léger, maar dit werd door de overheid niet aanvaard. In 1811 verloor hij zijn functie omdat hij verboden vlugschriften in huis had in verband met de annexatie van de Pauselijke Staten en de Spaanse Onafhankelijkheidsoorlog. Hij werd opgevolgd door zijn vriend Karel van Hulthem, die tot La Serna's dood aandrong op zijn herstel in de functie.

## Werk
La Serna schreef verschillende bibliografische werken in het Frans. Hij beschreef de bibliotheek van Théodore Delmarmol (1791) en vervolgens zijn eigen bibliotheek (1803, vier delen). In de Dictionnaire bibliographique choisi du quinzième siècle (1805-07, drie delen) gaf hij een overzicht van zeldzame incunabelen. Het eerste deel gaf een geschiedenis van het drukken in de 15e eeuw, terwijl de twee volgende delen de eigenlijke bibliografie omvatte (1442 boeken, alfabetisch gerangschikt op auteur of voor anonieme werken op titel). Hij publiceerde ook een supplement met verbeteringen, onder meer in het licht van de Typographia española door Francisco Méndez. Het werk besteedt meer aandacht aan de inhoud dan aan technische aspecten, en kort geregeld titels in.

## Publicaties
- Catalogue des livres de la bibliothèque de feu messire Théodore Jean Laurent del Marmol (1791)
- Catalogue des livres de la bibliothèque de feu Don Simon de Santander (1792, vier delen)
- Mémoire sur l'origine et le premier usage des signatures et des chiffres, dans l'art typographique (1795)
- Præfatio historico-critica, in veram et genuinam collectionem veterum canonum ecclesiæ Hispanæ (1799)
- Catalogue des livres de la bibliothèque de M.C. de La Serna Santander (1803)
- Dictionnaire bibliographique choisi du quinzième siècle (1805-07)
- Mémoire historique sur la bibliothèque dite de Bourgogne, présentement bibliothèque publique de Bruxelles (1809)

## Voetnoten
1. ↑  Brief van 25 oktober 1797, door welke de centrale administratie van het Dijledepartement communiceert aan de administratie van de stad Leuven het voorgaand besluit: "ÉGALITÉ. — LIBERTÉ. — FRATERNITÉ. Bruxelles le 4 brumaire, VIme année républicaine. L'administration centrale du département de la Dyle à l'administration municipale de Louvain. Citoyens, Le ministre de l'intérieur nous en ayant donné l'ordre exprès, nous venons de prendre un arrêté qui ordonne la cessation de l'enseignement dans l'Université de Louvain. Les citoyens Vauthier et De la Serna, qui vous remettront la présente de cet arrêté, sont chargés par nous de diriger les opérations relatives à cette importante mesure et toutes celles qui doivent assurer la conservation des propriétés mobiliaires et immobiliaires de cet établissement. Pleins de confiance dans votre patriotisme et votre dévouement, nous espérons que vous concourrez de tout votre pouvoir à la prompte et entière exécution de notre arrêté. Salut et Fraternité, Les administrateurs du département de la Dyle: (Signé) Lehardy, président, Foubert, Fourmeaux, J. De Bériot, F. E. Bataille, Malllarmé, comm(issaire) du direct(oire) ex(écutif), Delecroix." (getrokken uit: Analectes pour servir à l'histoire de l'Université de Louvain, uitg. door P. F. X. De Ram, Leuven, 1840, drukkerij Vanlinthout en Vandenzande, vol. 3, pp. 61-62)
2. ↑  P. F. X. De Ram, Analectes pour servir à l'histoire de l'Université de Louvain, vol. 3, 1840, p. 58